# Gouania le-ratii
Gouania le-ratii là một loài thực vật có hoa trong họ Táo. Loài này được Schltr. mô tả khoa học đầu tiên năm 1908.